# Turzyca gwiazdkowata
Turzyca gwiazdkowata (Carex echinata Murray) – gatunek byliny należący do rodziny ciborowatych. Występuje w strefie klimatów umiarkowanych Eurazji i Ameryki Północnej oraz w Australii i Nowej Zelandii. W Polsce gatunek rodzimy, dość pospolity, lokalnie bywa rzadszy.

## Morfologia

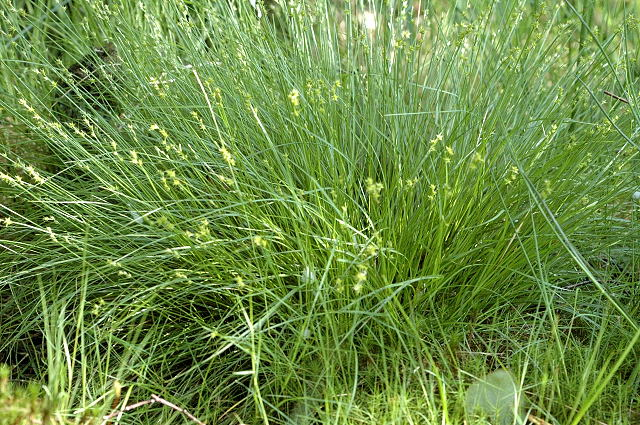
Kępa

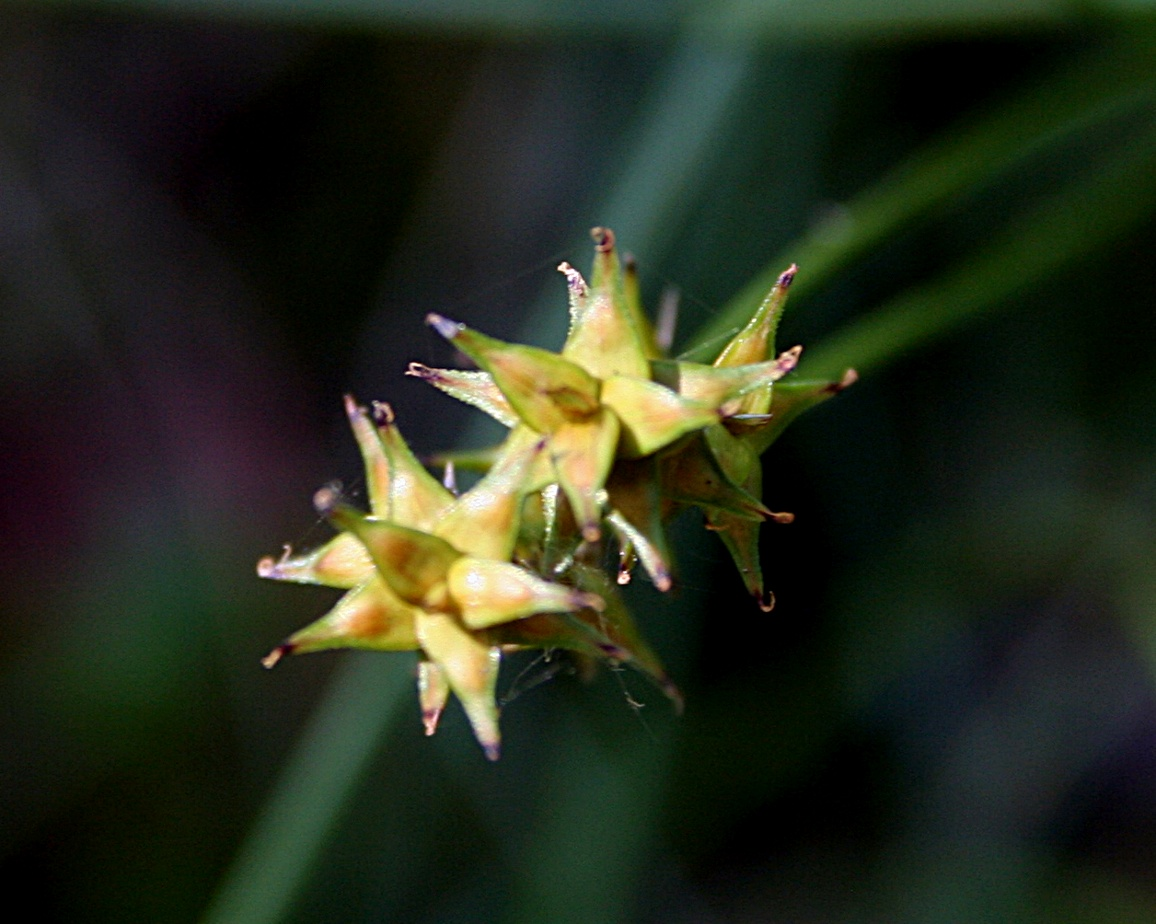
Gwiazdkowaty kształt owocostanu

PokrójBylina kępowa.
ŁodygaProstowzniesiona, sztywna, cienka, tępo trójkanciasta, dołem gładka, u góry nieznacznie szorstka, wysokości (5)15-50(90) cm.
LiścieJasnozielone do szarozielonych, sztywne, wąskie, szerokości 1-2,5 mm, płaskie lub rynienkowato złożone, stopniowo zwężające się w trójkanciasty czubek, krótsze od łodygi. Dolne pochwy liściowe szarobrunatne do brunatnych.
KwiatyRoślina jednopienna, kwiaty rozdzielnopłciowe, zebrane w kwiatostany - kłosy, wyrastające w kątach przysadek. Kłos rzadki, długości 1-2,4(3) cm złożony 3-5 kłosków, oddalonych są od siebie o ok. 7 mm. Kłoski siedzące, kuliste do jajowatych, długości i szerokości od 3 do 7 mm, dołem kwiaty męskie, górą żeńskie. Podsadki szydlaste, dolne niekiedy liściowate. Kwiaty męskie o trzech pręcikach, żeńskie z jednym słupkiem o dwóch znamionach. Przysadki jajowate, zaostrzone, brązowe z zielonym grzbietem, biało obrzeżone, długości 2 mm, szerokości 1,5 mm.
OwoceJajowaty, żółtobrązowy do brązowego, orzeszek, długości 2 mm, grubości 1 mm, otoczony pęcherzykiem. Pęcherzyki zielonkawe do ciemnobrązowych, jajowate do szerokoeliptycznych, z przodu wypukłe, tyłem płaskie, dwukanciaste, słabo unerwione, nieoskrzydlone, długości 3–4 mm, grubości 2 mm, zwężone w lancetowaty, dwuząbkowy, często zakrzywiony dzióbek, w okresie dojrzewania odstające gwiazdkowato w różne strony.

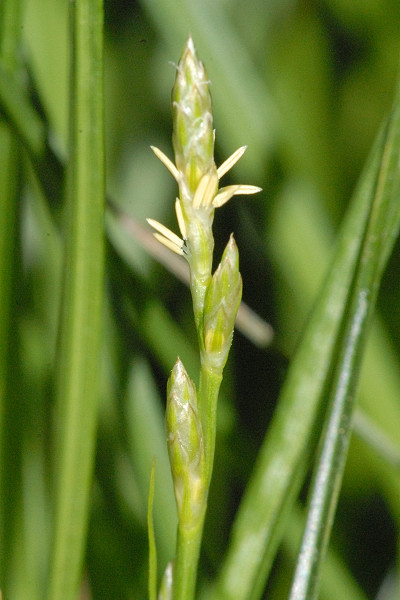
Kwiatostan
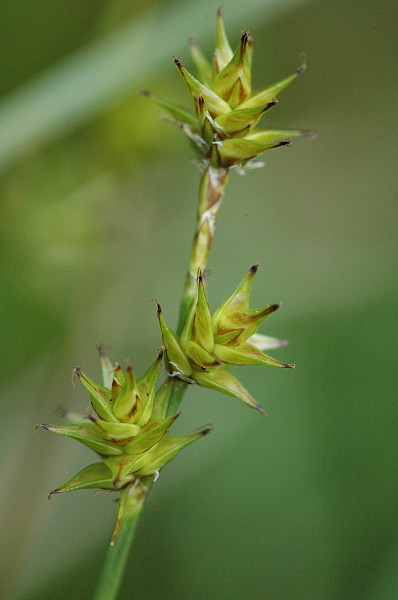
Owocostan - profil

## Biologia i ekologia
RozwójBylina, hemikryptofit. W Polsce kwitnie od maja do lipca.
SiedliskoZasiedla głównie gleby organiczne, podmokłe łąki, torfowiska niskie, niekiedy torfowiska przejściowe, często zbiorowiska mszysto-turzycowe, podmokłych lasach i zaroślach.
FitocenozyW klasyfikacji zbiorowisk roślinnych gatunek charakterystyczny dla rzędu/związku (O./All.) Caricetalia nigrae oraz zespołu (Ass.) szuwaru Carici-Agrostietum caninae.
GenetykaSomatyczna liczba chromosomów 2n = 56, 58.

## Zmienność
Tworzy mieszańce z turzycą Davalla (Carex davalliana), t. dwupienną (C. dioica), t. rzadkokłosą (C. remota), t. siwą (C. canescens) i t. życicową (C. loliacea).